# Der fromme Israelit
Der fromme Israelit ist ein orientalisches Märchen aus den Geschichten aus Tausendundeiner Nacht. In der Arabian Nights Encyclopedia wird sie als ANE 96 gelistet (→ Tausendundeine Nacht – Liste der Geschichten).
Die Kurzgeschichte erzählt von einem gottesfürchtigen Israeliten, der unverhofft mit Glück beschenkt wird.

## Handlung
Einst lebte ein frommer Mann unter den Söhnen Israels, der seine Familie mit dem Verkauf gesponnener Baumwolle ernährte. Als ihn eines Tages ein in Not geratener Freund um Geld bat, schenkte er ihm sein Tageseinkommen und kehrte zu seiner Familie ohne rohe Baumwolle und Lebensmittel zurück. Seine Familie fragte, was sie jetzt tun sollten. Da nahm er einen alten Wasserkrug und eine alte Münze, die er die er noch im Haus hatte, und ging auf den Markt, doch niemand wollte sie kaufen. Schließlich kam ein Mann mit einem übelriechenden Fisch vorbei, und sie tauschten ihre Güter. Zuhause zerlegte die Frau den Fisch und fand in ihm eine unbeschädigte Perle vor. Am nächsten Tag ging der Israelit zu einem sachverständigen Freund und erklärte ihm, Gott habe die Perle ihm beschert. Sein Freund schickte ihm zu einem reicheren Mann, der ihm 70.000 Drachmen für sie bot. Der Israelit ging auf das Angebot ein und ging mit dem Geld nach Hause, wo er vor seiner Tür einen Bettler vorfand, der ihn um ein Almosen bat. Der Israelit antwortete: »Gestern war ich ebenso arm, als du, nimm daher die Hälfte dieses Geldes.« Nachdem nun der Israelit das Geld in zwei Teile geteilt hatte und dem Bettler die eine Hälfte übergeben wollte, sagte dieser: »Behalte dein Geld, Gott segne dich! Ich bin ein Abgesandter deines Herrn, hierher beschieden, um dich zu versuchen.« Der Israelit sagte: »Gott sei gelobt und gepriesen«, und lebte dann mit seiner Familie im größten Wohlstand bis zu seinem Tod.

## Hintergrund
Die Geschichte findet sich in den ägyptischen Manuskripten (Bulaq I) und in den frühen arabischen Druckausgaben von Tausendundeine Nacht, mit Ausnahme der Breslauer Edition. Die Kalkutta-II-Edition wurde von Richard Francis Burton und Enno Littmann für ihre Sammlungen verwendet.

## Ausgaben
- Richard Francis Burton: Arabian Nights, Burton Club, 1900 (Erstausgabe 1885–1888), Band 4, S. 283–285.
- Enno Littmann: Die Erzählungen aus den tausendundein Nächten, Insel Verlag, Frankfurt 1968, Band 3, S. 329f.
- Gustav Weil: Tausend und eine Nacht – Arabische Erzählungen, Karl Müller Verlag, Erlangen 1984 (Erstausgabe 1839), Band 4, S. 60f.